# Eristalis flavipes
Eristalis flavipes är en tvåvingeart som beskrevs av Walker 1849. Eristalis flavipes ingår i släktet slamflugor, och familjen blomflugor. Inga underarter finns listade i Catalogue of Life.